# يوسف الوزان
يوسف عبد العزيز العلي الوزان ، (1936 - 29 اكتوبر 2009) نائب سابق في مجلس الأمة الكويتي ، ترشح في انتخابات مجلس الأمة الكويتي 1967 في الدائرة السادسة - القادسية - ، وحصل على المركز الرابع برصيد (491) صوت وفاز بالانتخابات.

## السيرة الذاتية
ولد في منطقة المرقاب في (فريج بن حمود) من عام 1936 ، وبدأ حياته السياسية عندما أنتخب عضوا للمجلس البلدي، وبعدها تقلد منصب نائب رئيس المجلس البلدي من عام 1964 إلى 1966، كما أنتخب عضوا لمجلس الامة عام 1967 ، ويعد من أحد مؤسسي جمعية الفيحاء التعاونية ورئيس مجلس ادارتها، كما أنتخب نائبا لرئيس النادي العربي الرياضي في فترة السبعينات ولثلاثة مجالس ادارات متعاقبة، كما كان من مؤسسي نادي التجديف الكويتي.